# Peribaea apaturae
Peribaea apaturae là một loài ruồi trong họ Tachinidae.